# Andrin Gulich
Andrin Gulich (9 marzo 1999) è un canottiere svizzero, vincitore della medaglia di bronzo nel due senza a Parigi 2024 insieme a Roman Röösli.

## Palmarès
- Giochi olimpici

Parigi 2024: bronzo nel due senza.
- Campionati mondiali di canottaggio

Belgrado 2023: oro nel due senza.
- Campionati europei di canottaggio

Bled 2023: oro nel due senza.
Seghedino 2024: bronzo nel due senza.